# Andriy Husin
Andriy Husin (Zolochiv, Unión Soviética, 11 de diciembre de 1972 — Kiev, Ucrania, 17 de septiembre de 2014) fue un futbolista ucraniano, se desempeñaba como centrocampista defensivo. Internacional con la selección de fútbol de Ucrania, Husin jugó con ella entre 1993 y 2006.

## Clubes
| Club               | País    | Año         |
| ------------------ | ------- | ----------- |
| FC Skala Striy     | Ucrania | 1991        |
| FC Lviv            | Ucrania | 1992        |
| FC Karpaty Lviv    | Ucrania | 1992 - 1993 |
| FC Dinamo Kiev     | Ucrania | 1993 - 1995 |
| FC CSKA Lviv       | Ucrania | 1995 - 1996 |
| FC Dinamo Kiev     | Ucrania | 1996 - 2005 |
| PFC Krylia Sovetov | Rusia   | 2005 - 2007 |
| FC Saturn          | Rusia   | 2008        |
| FC Jimki           | Rusia   | 2009        |

## Selección nacional

### Participaciones en Copas del Mundo
| Mundial                        | Sede     | Resultado        | Partidos | Goles |
| ------------------------------ | -------- | ---------------- | -------- | ----- |
| Copa Mundial de Fútbol de 2006 | Alemania | Cuartos de final | 5        | 0     |

## Muerte
Andriy Husin perdió la vida el 17 de septiembre de 2014, en un accidente de motocicleta en la ciudad de Kiev.

## Palmarés
FC Dinamo Kiev
- Liga Premier de Ucrania: 1996-97, 1997-98, 1998-99, 1999-00, 2000-01, 2003-04, 2003-04
- Copa de Ucrania: 1998, 1999, 2000, 2003